# 金剛山 (香南市)
金剛山（こんごうさん）は、高知県香南市にある標高265 mの山。通称は三宝山（さんぽうさん）で、中生代の地質構造帯「三宝山帯」の名前の由来となった山である。
頂上付近に西洋の城を模した建築物があり、この周辺のランドマークとなっている。
中腹には高知県立野市総合公園がある。